# Laurent Aïello

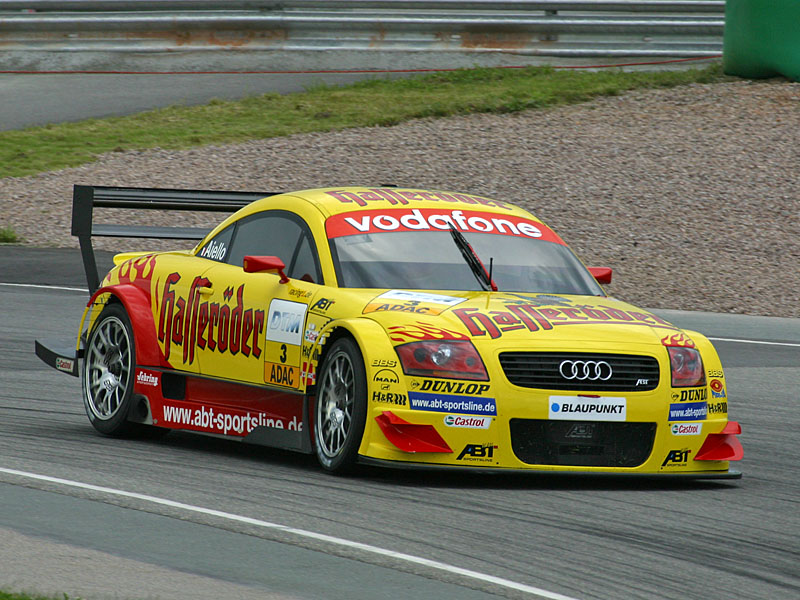
Laurent Aïello in actie

Laurent Aïello (Fontenay-aux-Roses, 23 mei 1969) is een voormalig Frans autocoureur.
Hij won in 1990 de Grand Prix van Monaco Formule 3 waarna hij in de Formule 3000 ging rijden. Dit echter zonder al te veel succes. Hij deed een stapje terug naar de Formule 3 in 1992 en won de reeks.
Hij stapte hierna over naar de toerwagens en met succes. Hij won het Frans Supertoerwagen Kampioenschap in 1994, de Duitse Super Tourenwagen Cup in 1997, het BTCC in 1999 en de DTM in 2002. Daarnaast won hij in 1998 ook nog de 24 uren van Le Mans.
Hij beëindigde zijn carrière in 2005.